# GL (grafica 3d)
GL è una libreria sviluppata per facilitare la generazione di computer grafica su personal computer. Generalmente include una serie di funzioni ottimizzate che gestiscono i più comuni processi di rendering. Ciò può essere realizzato esclusivamente tramite software ed essere eseguito dalla CPU (come nel caso dei sistemi embedded), oppure essere accelerato via hardware tramite una GPU (quando è presente una scheda video con un proprio processore). Facendo uso di queste funzioni, un programma può comporre un'immagine bi-tridimensionale e visualizzarla sullo schermo. Questo evita allo sviluppatore l'onere di sviluppare ed ottimizzare queste funzioni permettendogli di concentrarsi sulla visione d'insieme dell'applicazione grafica.